# Вулиці Сімферополя
Список проспектів, бульварів, вулиць, провулків й проїздів Сімферополя.
Курсивом позначені вулиці, що потрапляють під декомунізацію та деколонізацію, у дужках — історичні назви.

## Проспекти
- Проспект Вернадського (Інститутська, Ялтинська вулиці)
- Проспект Кірова (Гостинна, Салгирна, Кірова вулиці)
- Проспект Перемоги (Карасубазарська, Феодосійська вулиці, Феодосійське шосе)
- Проспект Олександра Суворова (назва дана в російській окупації)

## Бульвари
- Бульвар Леніна (Вокзальна вулиця, бульвар імператора Олександра ІІ)
- Бульвар Франка (Крим-Гірея, Листопадовий)

## Вулиці 0-9
- Вулиця 1-ї Кінної Армії
- Вулиця 2-ї Гвардійської армії
- Вулиця 51-ї Армії (Оборонна)
- Вулиця 60-річчя Жовтня (історично — частина вулиці Російської)
- Вулиця 8 березня (Інвалідна)

## А
- Вулиця Абденанова
- Вулиця Абдуля Тейфука
- Вулиця Авангардна
- Вулиця Авдет
- Вулиця Авіаційна
- Автомагістральна вулиця
- Вулиця Автомобілістів
- Вулиця Автомобільна
- Вулиця Адалет
- Вулиця Адаманова
- Аеродромна вулиця
- Вулиця Аерофлотська
- Вулиця Азизлер
- Вулиця Азовська
- Вулиця Айдик
- Вулиця Академіка Вернадського
- Вулиця Ак-Кая
- Вулиця Аксакова
- Вулиця Акташ
- Вулиця Ак’яр
- Вулиця Алейна
- Вулиця Алексєєва
- Вулиця Алмазарська
- Алтайська вулиця
- Алуштинська вулиця
- Альмінська вулиця
- Вулиця Альпіністів
- Вулиця Амет-Хана Султана
- Вулиця Амета Моллаєва
- Вулиця Аметова
- Амурська вулиця
- Анатровська вулиця
- Вулиця Ана Юрт
- Ангарська вулиця
- Вулиця Андижанська
- Вулиця Аппазова
- Арабатська вулиця
- Аральська вулиця
- Вулиця Арекет
- Вулиця Арендна
- Вулиця Арзи
- Артезіанська вулиця
- Артилерійська вулиця
- Архангельська вулиця
- Вулиця Археологічна
- Вулиця Асіє Амєтової
- Вулиця Афінська
- Вулиця Ашика Умера
- Вулиця Аюв-Даг
- Аянська вулиця

## Б
- Вулиця Баар
- Вулиця Бабушкіна
- Вулиця Багчалик
- Вулиця Багратіона
- Вулиця Бадемлик
- Базова вулиця
- Вулиця Байрам
- Балаклавська вулиця
- Балтійська вулиця
- Вулиця Барикадна
- Вулиця Баришева
- Вулиця Бархатової
- Басейна  вулиця
- Бастіонна вулиця
- Вулиця Батаєва
- Батумська вулиця
- Вулиця Батурина
- Вулиця Бахтли
- Вулиця Бахчалик
- Вулиця Бахчисарайська
- Вулиця Безіменна
- Вулиця Бекіра Османова
- Вулиця Бекіра Умерова
- Вулиця Бела Куна
- Берегова вулиця
- Вулиця Березова
- Вулиця Берекет
- Вулиця Берекетли
- Вулиця Беспалова (Алуштинське шосе)
- Вулиця Бетховена
- Біла вулиця
- Вулиця Біла скеля
- Вулиця Білогірська (Карасубазарська)
- Більшовицька вулиця (Троїцька)
- Бітакська вулиця
- Бітумна вулиця (Радянська)
- Вулиця Блюхера
- Вулиця Богдана Хмельницького (Лугова)
- Болгарська вулиця
- Вулиця Борзилова (історично — частина Троїцької вулиці)
- Вулиця Бориса Хохлова
- Вулиця Бородіна
- Босфорська вулиця
- Вулиця Братів Айвазовських
- Вулиця Братів Іванових
- Братська вулиця
- Брестська вулиця
- Вулиця Буджак
- Будівельників вулиця
- Вулиця Будьонного
- Вулиця Булатова
- Вулиця Булганак
- Вулиця Буллюр
- Бульварна вулиця
- Вулиця Буюк-Яшлав

## В
- Валдайська вулиця
- Вулиця Велі Ібрагімова
- Вулиця Весняна
- Вулиця Вешня
- Виноградна вулиця
- Виробнича вулиця
- Вулиця Висотна
- Вулиця Вишнева
- Вулиця Відважних (Шавлієва)
- Вулиця ВІЛАР
- Вулиця Вільямсона
- Вінницька вулиця
- Вулиця Водників
- Вулиця Войкова
- Вулиця Войтенко
- Вулиця Вокзальна
- Вулиця Волдайська
- Вулиця Володарського (Верхньопетропавлівська, Іванова)
- Вулиця Володимира Дацуна
- Вулиця Волошина
- Вулиця Волошинових
- Волочаївська вулиця
- Вулиця Воровського (Воронцовська)
- Вулиця Ворошилова
- Вузлова вулиця

## Г, Ґ
- Вулиця Гавена (Інкерманська)
- Вулиця Гагаріна (Перекопська, цю назву мали декілька вулиць у різний час)
- Вулиця Гайдара
- Вулиця Гарбий
- Вулиця Ісмаїла Гаспринського
- Вулиця Гастелло
- Вулиця Гафарова
- Вулиця Генерала Васильєва (Зарічна)
- Генерала Попова (Щербинівська, Німецька, Липова)
- Вулиця Генерала Родіонова
- Вулиця Генерала Телегіна
- Вулиця Генерала Яременка (Вакуфний, Мінаретний провулок)
- Вулиця Генічеська
- Вулиця Генова (Слов'янська)
- Вулиця Генуезьська
- Вулиця Генчлик
- Вулиця Геологічна
- Вулиця Героїв Аджимушкая (Театральний провулок)
- Героїв Сталінґраду (Миколаївське шосе)
- Вулиця Герцена
- Гірна вулиця
- Глинна вулиця
- Вулиця Глінки
- Вулиця Глухова
- Вулиця Голубина
- Вулиця Івана Голубца
- Вулиця Гончарова
- Вулиця Гоголя (Комендантська, Гоголівська)
- Вулиця Горького (Дворянська, Радянська)
- Готська вулиця
- Гребельна вулиця
- Грецька вулиця
- Вулиця Грибна
- Вулиця Грибоєдова (Середньотарасівська, Крилова)
- Вулиця Григоренка
- Вулиця Гридасова
- Громадська вулиця (Громадянська)
- Громадянська вулиця
- Гурзуфська вулиця

## Д
- Вулиця Давидова
- Вулиця Дальня (Верхня)
- Вулиця Данилова (Прогінна)
- Вулиця Дарвіна
- Вулиця Дачна
- Вулиця Девлет-Герей
- Вулиця Декабристів (Спаська)
- Депутатська вулиця
- Вулиця Дерекой
- Вулиця Дертколь
- Вулиця Джамі
- Джанкойська вулиця
- Вулиця Джеппар Акіма
- Джерельна вулиця
- Вулиця Джиен софу
- Вулиця Джума
- Вулиця Дзержинського (Арентдівська, Пироговська)
- Вулиця Дзюбанова (Тюремна, Тимчасова)
- Вулиця Дибенка (Архівна)
- Вулиця Димитрова
- Вулиця Діспар Акім
- Вулиця Дмитра Ульянова (Херсонська)
- Вулиця Дмитрієва
- Вулиця Дніпровська
- Вулиця Добросмислова
- Вулиця Долгоруківська (Перекопська, Новособорна, Карла Лібкнехта)
- Вулиця Долетова (Обривна)
- Долинна вулиця
- Донська вулиця
- Дорожня (Вокзальна)
- Вулиця Досичева
- Дослідна вулиця
- Вулиця Достлуг
- Драбиний узвіз
- Вулиця Дражинського
- Вулиця Дружби
- Вулиця Дружних
- Вулиця Дунайська
- Вулиця Дюльбер

## Е, Є, Ж, З, И, І, Ї, Й
- Елеваторна вулиця
- Вулиця Елем
- Вулиця Еллі
- Вулиця Емель
- Вулиця Ентузіастів
- Ескадронна вулиця
- Естонська вулиця
- Вулиця Ешиль
- Вулиця Ешиль-Ада
- Євпаторійське шосе
- Вулиця Єдебіят
- Єнісейська вулиця
- Вулиця Єрошенко
- Вулиця Єфімової
- Вулиця Єфремова (Шкільна, Мільйонна, Підгірна)
- Вулиця Желябова (Губернська)
- Вулиця Жені Дерюгінї
- Вулиця Жигаліної (Друга майбутня)
- Вулиця Жидкова Василя (Вигінна)
- Вулиця Жирова
- Вулиця Жовтенят
- Вулиця Жуковського (Таранівська, Садова)
- Вулиця Журавлина
- Вулиця Заводська
- Вулиця Заклюки
- Залізнична вулиця
- Вулиця Заліська
- Заміська вулиця
- Вулиця Заповідна
- Запорізька вулиця
- Вулиця Запрудна
- Західна вулиця
- Вулиця Зв’язківців
- Вулиця Зенітна
- Вулиця Зіркова
- Зовнішня вулиця
- Вулиця Зої Космодем'янської
- Вулиця Зої Жильцової (Архітекторська)
- Вулиця Зої Рухадзе
- Вулиця Золотиста
- Вулиця Зубцова
- Вулиця Зуйська
- Вулиця Івана Туркеніча
- Вулиця Ізвєстняковий кар'єр
- Ізобильна вулиця
- Вулиця Інан
- Вулиця Інге (Крайня)
- Індустріальна вулиця
- Вулиця Інкубаторна
- Вулиця Інтернаціональна
- Вулиця Іпчі
- Іртиська вулиця
- Вулиця Істидат

## К
- Вулиця Каверина
- Кавказька вулиця (Вірменська)
- Казанська вулиця
- Вулиця Казаряна
- Вулиця Калимтай
- Вулиця Калініна (Бетлінгівська)
- Вулиця Камиш-Бурунська
- Камська вулиця
- Вулиця Камчатська
- Вулиця Кантар
- Вулиця Кара-Деніз
- Вулиця Карагач
- Карадагська вулиця
- Караїмська вулиця (Пархоменка)
- Вулиця Каралез
- Вулиця Караманова
- Вулиця Каранфиль
- Вулиця Кар’єрна
- Вулиця Карилгач
- Вулиця Карла Маркса (Велика Перекопська, Московська, Поліційна, Катерининська, Троцького, Гауптштрассе)
- Вулиця Каспійська
- Вулиця Кастерина
- Вулиця Каховська
- Вулиця Качинська
- Вулиця Каширіна
- Каштанова алея
- Квітнева вулиця (Колгоспна)
- Вулиця Квіткова
- Вулиця Кедрова
- Вулиця Кемаль-Якуб
- Вулиця Керимова
- Вулиця Кестане
- Кечкеметська вулиця (Ромашкова)
- Вулиця Кизилова
- Київська вулиця (Мюльгаузенська, Бітакська, Мічуріна)
- Вулиця Кирпична
- Вулиця КІМа (Комуністичного Інтернаціоналу Молоді)
- Вулиця Кипарисна
- Кімерійська вулиця
- Вулиця Клари Цеткін (Софійська)
- Вулиця Клубна
- Ковальська вулиця
- Ковильна вулиця (Заміська, Городня)
- Вулиця Когемли
- Вулиця Козлова (Мало-Садова, Ново-Садова)
- Вулиця Койдешлер
- Вулиця Кок-Коз
- Вулиця Коктебель
- Вулиця Кокули
- Колоскова вулиця
- Комсомольська вулиця
- Комунальна вулиця
- Вулиця Комунарів
- Кондукторська вулиця
- Вулиця Контейнерна
- Вулиця Костеріна
- Вулиця Косухіна
- Вулиця Коцюбинського
- Вулиця Кошелі
- Вулиця Кошового
- Крайня вулиця
- Краснодарська вулиця
- Вулиця Крейзера (Марківська, Будьонного)
- Кременчуцька вулиця
- Вулиця Крилова (Цвинтарна, Староцвинтарна, Субхі)
- Кримська вулиця
- Вулиця Кримських партизан (Іподромна)
- Вулиця Кримської правди
- Вулиця Крупської (Гаражна)
- Вулиця Кубанська
- Вулиця Кудряшова
- Вулиця Куйбишева (Бахчиельське шосе, Бахчи-Ельська, Шаховська, Першотравнева)
- Вулиця Кунешлі
- Курганна вулиця
- Вулиця Курчатова (Госпітальна)
- Курортна вулиця
- Вулиця Курсеітова
- Вулиця Куруджи
- Вулиця Курцовська
- Вулиця Курчатова
- Вулиця Кусакіна
- Кутова вулиця

## Л
- Вулиця Лавринєнка
- Вулиця Ладигіна
- Вулиця Лазурна
- Вулиця Ларіонова
- Вулиця Лебедєва
- Вулиця Левкіна
- Вулиця Лексіна
- Вулиця Леніна (Бульварна, Лазарівська, Паркова)
- Ленінградська вулиця (Нова)
- Ленська вулиця
- Вулиця Лермонтова (Нижньоолександрівська)
- Вулиця Лесі Українки (Київська)
- Вулиця Лєскова
- Вулиця Ливнева
- Вулиця Лихого Івана (Степова)
- Вулиця Лізи Чайкіної
- Лінійна вулиця
- Лісгоспна вулиця
- Лісна вулиця
- Локомотивна вулиця
- Вулиця Ломоносова
- Луганська вулиця
- Лугова вулиця (Чокурчакська, Продольна, Фруктова)
- Вулиця Луначарського (Семінарний, Профспілковий провулок)
- Лунна вулиця
- Вулиця Луцького
- Вулиця Лучиста вулиця
- Вулиця Люби Шевцової
- Вулиця Льдозаводська вулиця
- Вулиця Льотчиків
- Вулиця Любима
- Вулиця Любові Шевцової
- Лютнева вулиця (Миколаївська)

## М
- Вулиця Макаренка
- Вулиця Македонського
- Вулиця Малореченська
- Вулиця Малосадова
- Малофонтанна вулиця
- Вулиця Мамак
- Вулиця Мамеді Емір-Усеїна
- Вулиця Мамута
- Вулиця Мариша
- Вулиця Мар’інська
- Вулиця Марка Донського
- Вулиця Маркевича А. І. (Садибна)
- Мармурова вулиця
- Вулиця Маршала Василевського
- Вулиця Маршала Жукова
- Вулиця Матвєєва
- Вулиця Мате Залки
- Вулиця Матросова
- Вулиця Машиністів
- Вулиця Маяковського (Зовнішня, Стадіонна)
- Межова вулиця
- Вулиця Мектеп
- Вулиця Мелевше
- Вулиця Мелек
- Мелітопольська вулиця (Пряма, Цюрупи, Чапаєва, Кірова, Фіалкова)
- Вулиця Мемет Нузета
- Вулиця Менделєєва
- Вулиця Менлі Герей
- Вулиця Мераба
- Вулиця Мерджан
- Вулиця Меркізій
- Вулиця Мерхамет
- Вулиця Металистів
- Вулиця Механізаторів (Зелена)
- Мигдальна вулиця
- Миколаївська вулиця
- Вулиця Миронова
- Вулиця Миру
- Вулиця Миронова
- Вулиця Міллера
- Вулиця Міллет
- Вулиця Місхор
- Місячна вулиця
- Вулиця Мічуріна
- Вулиця Мокроусова (Південна, Семенякова)
- Вулиця Молдавська
- Вулиця Молодих підпільників (Трамвайна)
- Вулиця Молодіжна
- Вулиця Морозова
- Морська вулиця
- Вулиця Москальова
- Московська вулиця (Річкова)
- Вулиця Мраморна
- Муромська вулиця
- Мурманська вулиця
- Вулиця Мускатна
- Вулиця Мустафаєва

## Н
- Набережна вулиця (Набережна імені 60-річчя СРСР)
- Вулиця Наврез
- Вулиця Надінського
- Вулиця Найлі Велієвої
- Вулиця Наратли
- Народна вулиця
- Вулиця Неапольська
- Вулиця Некрасова (Малобазарна)
- Вулиця Нестерова
- Нижньогірська вулиця
- Нижньогоспитальна вулиця
- Вулиця Нижня
- Вулиця Ніканорова (Ростовський провулок)
- Вулиця Нова
- Вулиця Новаторів
- Вулиця Новий мир
- Вулиця Новікова (Скакова)
- Новоросійська вулиця
- Новосергіївська вулиця
- Вулиця Носенка

## О
- Об'їзна вулиця
- Обська вулиця
- Вулиця Овочева
- Вулиця Огородня
- Одеська вулиця (Грецька)
- Вулиця Озенбаш
- Озерна вулиця
- Вулиця Озерова
- Вулиця Олега Кошового
- Вулиця Оленчука
- Вулиця Олександра Невського (Олександро-Невська, Рози Люксембурґ, Постштрассе)
- Вулиця Оранжерейна
- Орна вулиця
- Вулиця Орта
- Вулиця Орталан
- Осіння вулиця
- Вулиця Островського
- Вулиця Острякова
- Вулиця Офіцерська
- Вулиця Очаківська

## П
- Вулиця Павленка (Інженерна)
- Вулиця Панфіловців
- Папоротьникова вулиця
- Вулиця Парашутистів
- Вулиця Паризька
- Паркова вулиця
- Вулиця Парникова
- Паровозна вулиця
- Партенітська вулиця
- Вулиця Партизанська
- Вулиця Пасічна
- Вулиця Перевальна
- Вулиця Перегонець
- Першотравнева вулиця
- Вулиця Петра Осипенка
- Вулиця Петрівська балка
- Вулиця Петровського
- Петропавлівська вулиця
- Вулиця Пехлеванлар
- Вулиця Пирогова
- Південна вулиця
- Північна вулиця (Михайлівська)
- Підгірна вулиця
- Вулиця Піхотинців
- Піхтова вулиця
- Вулиця Планеристів
- Вулиця Плотинна
- Полігонна вулиця
- Вулиця Поліни Осипенко
- Полтавська вулиця
- Польова вулиця
- Полюсна вулиця
- Вулиця Понтійська
- Вулиця Поповкина
- Вулиця Поселкова
- Вулиця Посівна
- Вулиця Пошивальникова
- Вулиця Поштова
- Вулиця Праці
- Вулиця Привітна
- Вулиця Прикордонна
- Вулиця Прикордонників
- Вулиця Приміська
- Присадибна вулиця (Фруктова, Огородна, Нова, Нижньоабдальська)
- Вулиця Проводників
- Проїзна вулиця
- Пролетарська вулиця (Губернаторська)
- Промислова вулиця
- Вулиця Пушкіна (Приютинська)
- Пшенична вулиця

## Р
- Радгоспна вулиця
- Вулиця Радіо
- Вулиця Радищева
- Ракетна вулиця
- Вулиця Расницова
- Вулиця Ратлик
- Вулиця Ремесленна
- Вулиця Решидова
- Вулиця Рєпіна (Нижньоолександрівська)
- Вулиця Рибалко
- Вулиця Рилєєва
- Вулиця Різдвяна
- Річкова вулиця
- Вулиця Робітнича
- Вулиця Рожева
- Вулиця Роздольна
- Російська вулиця
- Ростовська вулиця
- Вулиця Рубцова (Табірна)

## С
- Вулиця Саватєєва
- Садибна вулиця
- Садова вулиця
- Вулиця Сакинлер
- Вулиця Саковича (Артільна)
- Сакська вулиця
- Салгирна вулиця
- Вулиця Самаркандська
- Вулиця Самокиша (Товчіанівська, Амбарна, Торгова, Кооперативна)
- Вулиця Самохвалова
- Санітарна вулиця
- Вулиця Сарматська
- Вулиця Сахарова
- Свободна вулиця (Церковна)
- Севастопольська вулиця
- Вулиця Селекційна
- Вулиця Селіванова
- Вулиця Селім Герая
- Вулиця Сельбі
- Вулиця Сельвінського
- Семафорна вулиця
- Вулиця Семашка
- Вулиця Сербест
- Вулиця Сергєєва-Ценського (Фонтанна)
- Вулиця Сергія Лазо
- Вулиця Сергія Тюленіна
- Вулиця Сєрова (Соборний провулок)
- Вулиця Сіверського
- Вулиця Сізаса (Кримських партизан)
- Сільська вулиця
- Вулиця Сімеїзьська
- Сімферопольська вулиця
- Сінна вулиця
- Вулиця Сінокосна
- Сигнальна вулиця
- Вулиця Сиренева
- Вулиця Скалиста
- Вулиця Скеляста
- Скіфська вулиця
- Складська вулиця
- Вулиця Скрипниченка (Олександрівська)
- Вулиця Славна
- Вулиця Слуцького (Подовжна)
- Вулиця Смірнова
- Смольна вулиця
- Вулиця Снайперів
- Вулиця Соколина
- Вулиця Солдатська
- Вулиця Софу
- Сонячна вулиця
- Соснова вулиця
- Вулиця Софії Перовської
- Сочинська вулиця
- Вулиця Спартака
- Вулиця Спера (Казармова)
- Стадіонна вулиця
- Станційна вулиця
- Старозенітна вулиця (Чумакарська)
- Вулиця Стахановців
- Вулиця Стаценко
- Вулиця Стевена
- Вулиця Степана Разіна (Кінний провулок)
- Вулиця Степова
- Стільникова вулиця (Тополева)
- Стрілкова вулиця
- Вулиця Студентська
- Вулиця Субхі (Проточна)
- Суворівський узвіз (історично — частина Архівної вулиці)
- Вулиця Судацька
- Вулиця Сулейманова
- Вулиця Сунична
- Суспільна вулиця
- Суходільна вулиця
- Вулиця Східна

## Т
- Вулиця Табачна
- Вулиця Тав-Даір
- Таврійська вулиця (Акмечетська)
- Вулиця Таїрова
- Вулиця Тала
- Вулиця Талдали
- Вулиця Тамакчі
- Таманська вулиця
- Тамбовська вулиця
- Вулиця Тарабукіна
- Вулиця Тарвацкого
- Телефонний узвіз
- Вулиця Темиз
- Теплична вулиця
- Вулиця Терлецького
- Вулиця Тесленка
- Вулиця Тессели
- Вулиця Тинч
- Вулиця Тиха
- Вулиця Титова (Красногірська)
- Тіниста вулиця (Мічуріна)
- Вулиця Токарєва
- Вулиця Толбухіна
- Вулиця Толстого (Слобідська)
- Топольова вулиця
- Травнева вулиця
- Тракторна вулиця
- Трансформаторна вулиця
- Вулиця Треньова (Земська, Селянська)
- Тролейбусна вулиця
- Тростникова вулиця
- Вулиця Трубаченка (Горіхова)
- Трудова вулиця
- Вулиця Тургенєва
- Вулиця Турецька (Танкістів)
- Вулиця Туристів
- Вулиця Туркенича
- Вулиця Тюленіна
- Вулиця Тюльпанна
- Тютюнова вулиця

## У, Ф, Х, Ц
- Українська вулиця
- Вулиця Уланової
- Вулиця Уляни Громової (Мар'їнський провулок)
- Уральська вулиця
- Вулиця Уркуста
- Вулиця Урожайна
- Вулиця Ухтомського
- Вулиця Учан-Су
- Училищна вулиця
- Вулиця Ушакова
- Вулиця Ушинського (Гімназійний, Поштовий провулок)
- Вулиця Уютна
- Фабричний узвіз
- Вулиця Федоренко
- Вулиця Федотова
- Вулиця Федька Івана (Терниста)
- Вулиця Фенерлі
- Вулиця Фестивальна
- Фіалкова вулиця
- Вулиця Фотисала
- Фруктова (Нижня)
- Вулиця Фрунзе (Суворова)
- Вулиця Фурманова
- Вулиця Футболістів (Татарська)
- Хабаровська вулиця
- Вулиця Хаджі Герая
- Вулиця Хайри Емир-Заде
- Харківська вулиця
- Вулиця Хатира
- Вулиця Хацка (Інтендантська)
- Вулиця Хачатряна (Підгірна)
- Хвойна вулиця
- Вулиця Хіміків
- Вулиця Хімічна
- Вулиця Хромченка (Зелена)
- Цегельна вулиця
- Центральна вулиця
- Цимлянська вулиця
- Цілинна вулиця

## Ч
- Вулиця Чайковського
- Вулиця Чамли
- Вулиця Чапаєва
- Вулиця Чапчакчи
- Вулиця Чекістів
- Вулиця Челебі Джихана
- Червона вулиця (Нагірна)
- Вулиця Червоних зорь
- Вулиця Червоних підпільників (Проїзна)
- Червоноармійська вулиця (Армійська)
- Червоногвардійська вулиця (Литовська)
- Вулиця Червоного Хреста
- Вулиця Червонопрапорна (Каді-Ескерська, Мечетна, Східна)
- Вулиця Чередниченко
- Вулиця Чернишевського
- Чернігівська вулиця
- Вулиця Чехова (Кантарна)
- Вулиця Чечоткіна
- Вулиця Чименлик
- Вулиця Чобан
- Вулиця Чобан-Тепе
- Вулиця Чокрак
- Чонгарська вулиця (Борисівська)
- Вулиця Чора-Батир
- Вулиця Чорних
- Чорноморська вулиця (Саблівська)
- Вулиця Чукурча

## Ш, Щ, Ю, Я
- Шавлієва вулиця
- Вулиця Шаміля Аладдіна
- Вулиця Шаталова
- Вулиця Шахтарів
- Вулиця Шевченка
- Вулиця Шейтлер
- Вулиця Шефталілік
- Вулиця Шималій
- Широка вулиця
- Вулиця Шкільна
- Вулиця Шмідта (Об'їзна, Потьомкінська)
- Вулиця Шполянської (Султанська, Горького)
- Вулиця Щаденка
- Щаслива вулиця
- Вулиця Щорса
- Ягідна вулиця
- Вулиця Якуба Кемаля
- Вулиця Яковлєва
- Ялтинське шосе
- Вулиця Янтарна
- Ясна вулиця (Колгоспна)
- Вулиця Яшлар

## Провулки
- Абрикосовий провулок
- Автобусний провулок
- Алуштинський провулок
- Бастіонний провулок
- Бондарний провулок
- Братський провулок
- Брестський провулок
- Провулок Будівельників
- Вантажний провулок
- Вишневий провулок
- Вокзальний провулок
- Провулок Гавена
- Галерейний провулок
- Горіховий провулок
- Гренажний провулок
- Гудронний провулок
- Гурзуфський провулок
- Дніпропетровський провулок (Циганський, Курбетський)
- Донський провулок (Абдальський)
- Провулок Дуа
- Елеваторний провулок
- Євпаторійський провулок
- Провулок Єфремова (Магометанська вулиця)
- Заводський провулок
- Заліський провулок
- Зуйський провулок
- Інкерманський провулок
- Інститутський провулок
- Кар'єрний провулок
- Керченський провулок (Вірменський)
- Київський провулок
- Клінічний провулок
- Провулок Козлова (Старий)
- Колгоспний провулок (Сінний)
- Колодязний провулок
- Комунальний провулок (Кінний)
- Косогорний провулок
- Крайній провулок
- Краснодарський провулок
- Провулок Крилова
- Кримчацький провулок (Східний)
- Кубанський провулок
- Провулок Куйбишева
- Провулок Курчатова (Чиновницький)
- Лавандовий провулок
- Провулок Ладигіна
- Ламаний провулок
- Ливенський провулок
- Лютневий провулок
- Мармуровий провулок
- Провулок Маяковського
- Мисливський провулок
- Навчальний провулок
- Нижній провулок
- Новосергіївський провулок
- Обхідний провулок
- Персиковий провулок
- Першотравневий провулок
- Петровський провулок
- Північний провулок
- Підгірний провулок (Каябашний)
- Піонерський провулок (Нічліжний)
- Піщаний провулок
- Полтавський провулок
- Проїзний провулок
- Проміжний провулок
- Провулок Пугачова (Церковний, Відсталий)
- Середньопетровський провулок
- Провулок Спартака
- Раднаркомівський провулок (Фабра)
- Радгоспний провулок (Поточний)
- Російський провулок
- Садовий провулок (Бахчіельський)
- Сільський провулок
- Провулок Л.В. Симиренка
- Провулок Скрипниченка (Тарасова-Дальня вулиця)
- Провулок Спендіарових (Лікарняний)
- Степовий провулок
- Стрілковий провулок
- Суміжний провулок
- Телевізійний провулок (Темний)
- Темний провулок
- Тихий провулок
- Трамвайний провулок
- Провулок Урадова (Єврейський, Одеський)
- Провулок Ухтомського
- Фруктовий провулок
- Футболістів провулок (Вірменський)
- Харківський провулок
- Харчовий провулок
- Червоноармійський провулок (Солдатський)
- Червоножовтневий провулок
- Чорноморський провулок
- Хвойний провулок
- Хімічний провулок
- Холмистий провулок (Мінаретний)
- Провулок Чокрак
- Провулок Шаталова
- Провулок Шмідта
- Провулок Щаденка
- Провулок Щорса

## Проїзди, в'їзди, заїзди, тупики
- 1-й Петровський проїзд
- 1-й Петровський тупик
- 2-й Петровський проїзд
- 2-й Петровський тупик
- 3-й Петровський тупик
- Байкальський проїзд
- Береговий проїзд
- Дзеркальний проїзд
- Євпаторійський тупик
- Єнісейський проїзд
- Залізничний заїзд
- Залізничний тупик
- Краснодарський проїзд
- Лісовий проїзд
- в’їзд Ново-Сергіївський
- в’їзд Травневий
- Турбазовський проїзд
- Чехова тупик